# Patrik Ringborg
Patrik Ringborg est un chef d'orchestre suédois, né le 1er novembre 1965 à Stockholm en Suède.